# Maura Mast
Maura B. Mast est une mathématicienne et universitaire américaine, professeure de mathématiques et spécialiste de géométrie différentielle et de raisonnement quantitatif. Elle dirige le Fordham College de Rose Hill depuis 2015.

## Biographie
Maura Mast est la fille de Cecil B. Mast, professeur de mathématiques à l'université Notre-Dame-du-Lac à South Bend, dans l'Indiana. Sa mère est irlandaise et elle-même a la double nationalité. Elle passe sa jeunesse à South Bend et s'inscrit à l'université Notre-Dame, où elle obtient son diplôme avec double majeure en mathématiques et en anthropologie.
Elle poursuit ses études à l'université de Caroline du Nord à Chapel Hill, où elle soutient en 1992 sa thèse doctorale intitulée Closed Geodesics in 2-step Nilmanifolds, sur la géométrie différentielle des géodésiques sur les surfaces courbes, supervisée par Patrick Eberlein,.
Maura Mast est d'abord enseignante à l'université du Nord de l'Iowa à partir de 1992, puis elle est professeure invitée à l'université du Nord-Est et au Wellesley College. Elle rejoint en 1998 l'université du Massachusetts à Boston où elle exerce également les fonctions de vice-provost pour les études de licence à partir de 2009 et de conseillère du provost à partir de 2013. En 2015, elle est nommée directrice du Fordham College à Rose Hill, dans l'arrondissement du Bronx, à New York.

## Activités institutionnelles
Maura Mast est une catholique convaincue. Elle est membre du groupe Clavius, un groupe de mathématiciens créé au milieu du XXe siècle par les jésuites et qui organise une session annuelle de plusieurs semaines d'échanges entre mathématiciens catholiques et de partage de vie communautaire dans un couvent durant l'été,.
Elle est membre de l'Association for Women in Mathematics, et se préoccupe de la place des femmes en mathématiques et en sciences, qui, selon elle, est « cruciale pour l'avenir du pays et pour les femmes ». Elle a participé à la gouvernance de cette association, en tant que secrétaire et comme membre du comité exécutif.
Maura Mast a été présidente du Special Interest Group on Quantitative Literacy (SIGMAA QL) de la Mathematical Association of America en 2006-2007.

## Publications
- Common Sense Mathematics (avec Ethan D. Bolker, Mathematical Association of America, 2016)[6].
- Women in Mathematics: Celebrating the Centennial of the Mathematical Association of America (édité avec Janet Beery, Sarah J. Greenwald et Jacqueline Jensen-Vallin, Springer, 2017)[7].

## Prix et distinctions
- 2017 : prix de l'Association for Women in Mathematics[8]
- 2020 : fellow AWM[9]